# Michał Trocki
Michał Trocki (ur. 1945 w Pruszanach) – polski ekonomista, profesor nauk ekonomicznych w dyscyplinie nauk o zarządzaniu. Ekspert w dziedzinie zarządzania projektami, zarządzania procesowego, outsourcingu, restrukturyzacji i funkcjonowania grup kapitałowych.

## Życiorys
Absolwent VIII Liceum Ogólnokształcącego im. Władysława IV w Warszawie (1963). Absolwent Politechniki Warszawskiej, kierunku Organizacja i Zarządzanie Przemysłem. Doktoryzował się i habilitował w zakresie nauk o zarządzaniu w Uniwersytecie Technicznym w Dreźnie. Od roku 2002 jest profesorem nauk ekonomicznych w dyscyplinie nauk o zarządzaniu.
Twórca i kierownik Katedry Zarządzania Projektami w Szkole Głównej Handlowej w Warszawie. Inicjator i organizator oraz kierownik Podyplomowych Studiów Zarządzania Projektami SGH w Warszawie. Wykładowca m.in. Podyplomowych Studiów Zarządzania Projektami SGH w Warszawie oraz innych studiów podyplomowych.
Pracownik naukowo-dydaktyczny:
- Szkoły Głównej Handlowej w Warszawie[10], profesor nadzwyczajny (1996-2002)[2], profesor zwyczajny (2002-18)[2],
- Politechniki Warszawskiej[10], asystent (1970-71)[1], st. asystent (1971-78)[1], adiunkt (1978-96)[1],
- Wyższej Szkoły Handlu i Finansów Międzynarodowych im. Fryderyka Skarbka w Warszawie[10].

Zainteresowania prof. M. Trockiego koncentrują się wokół zagadnień zarządzania dużymi organizacjami gospodarczymi: programami, projektami, wielkimi przedsiębiorstwami, grupami kapitałowymi. W tej dziedzinie prowadzi działalność naukową, dydaktyczną, szkoleniową, konsultingową i doradczą.

## Pełnione funkcje
- zastępca Dyrektora ds. Nauczania, Instytut Organizacji i Zarządzania Politechniki Warszawskiej (1978–1981)[12][13]
- członek Kolegium Redakcji „Przeglądu Organizacji” (1984-91)[1][2]
- członek Głównej Rady Naukowej TNOiK (1985-89)[1][2]
- zastępca Dyrektora ds. Nauki, Instytut Organizacji Systemów Produkcyjnych Politechniki Warszawskiej (1984 –1987)[12][13]
- kierownik Zespołu (1987-1985) i Zakładu (1985-1994) Ekonomiki i Zarządzania Przedsiębiorstwem, Instytut Organizacji Systemów Produkcyjnych Politechniki Warszawskiej[12][13]
- członek Zarządu Polskiej Fundacji Zarządzania Przemysłem (1991-94)[2]
- kierownik projektu Train the Trainer (szkolenie kadr kierowniczych) Polskiej Fundacji Zarządzania Przemysłem i Carl Duisberg Gesellschaft (1992-95)[1][2]
- Główny Specjalista w Biurze Organizacji i Zarządzania / Departamencie Organizacji Dyrekcji Spółki Telekomunikacja Polska S.A. (1993-2002)[1][2]
- doradca Ministra w Ministerstwie Finansów (1994-96)[2]
- członek Rady Banku Polskiego Banku Rozwoju S.A. (1994-97)[1][2]
- zastępca Przewodniczącego Grupy Ekspertów ds. Restrukturyzacji Telekomunikacji Polskiej S.A. (1996-97)[1][2]
- przewodniczący Rady Nadzorczej II Narodowego Funduszu Inwestycyjnego S.A. (1994-98)[1][2][14][15]
- zastępca Przewodniczącego Rady Nadzorczej II Narodowego Funduszu Inwestycyjnego S.A. (1998-99)[1][2][14][15]
- Główny Specjalista ds. Metodologii, Badań i Analiz w Biurze Rozwoju i Organizacji Centrali Powszechnego Zakładu Ubezpieczeń S.A. (2002-2005)[2]
- kierownik Katedry Zarządzania Projektami[16] SGH w Warszawie (2007–2018)[2]
- koordynator specjalności kierunkowej Zarządzanie Projektami[17] SGH w Warszawie (2009–2018)[2]
- kierownik Zakładu Zarządzania Projektami w Katedrze Zarządzania w Gospodarce[18] SGH w Warszawie (2005–2007)[2]
- członek Komitetu Nauk Organizacji i Zarządzania[19][20] Polskiej Akademii Nauk (od 2003 do chwili obecnej)[2]
- sekretarz Komitetu Nauk Organizacji i Zarządzania[19][20] Polskiej Akademii Nauk (2003 – 2014)[2][21]
- członek Rady Programowej kwartalnika naukowego „Organizacja i Kierowanie”[22] przy Komitecie Nauk Organizacji i Zarządzania Polskiej Akademii Nauk
- członek Rady Programowej czasopisma „Gospodarka Materiałowa i Logistyka”[23]
- członek Komitetu Programowego CERT[24] International Project Management Association Polska[25] (od 2014 do chwili obecnej)[2]
- członek Kapituły Polish Project Excellence Award[26], International Project Management Association (od 2016 do chwili obecnej)[2]

- przewodniczący Kapituły Konkursu Project Master[27][28], International Project Management Association (od 2016 do chwili obecnej)[2]

## Wybrane monografie
Autor i redaktor wielu publikacji z dziedziny zarządzania działalnością gospodarczą, w tym kilkunastu publikacji książkowych.
Autorstwo samodzielne monografii
- Michał Trocki: Organizacja projektowa. Podstawy. Modele. Rozwiązania. Warszawa isbn = 978-83-208-2171-0: PWE, 2014. Brak numerów stron w książce
- Michał Trocki: Organizacja projektowa. Warszawa: Bizarre, 2009. ISBN 978-83-60414-08-8. Brak numerów stron w książce
- Michał Trocki: Grupy kapitałowe – tworzenie i funkcjonowanie. Warszawa: PWN, 2004. ISBN 978-83-01-14188-2. Brak numerów stron w książce
- Michał Trocki: Outsourcing. Metoda restrukturyzacji działalności gospodarczej. Warszawa: PWE, 2001. ISBN 83-208-1340-9. Brak numerów stron w książce
- Michał Trocki: Zarządzanie marketingowe w przedsiębiorstwie. Warszawa: Instytut Przedsiębiorczości i Samorządności, 2001. ISBN 83-88432-08-7. Brak numerów stron w książce
- Michał Trocki: Metody projektowania organizacji. Warszawa: Wydawnictwo Politechniki Warszawskiej, 1989. Brak numerów stron w książce

Współautorstwo i redakcja monografii
- Liderzy o liderowaniu w XXI wieku. Refleksje przedstawicieli nauk o zarządzaniu i praktyki. Lublin: TNOiK Dom Organizatora, 2017. ISBN 978-83-7285-819-1. Brak numerów stron w książce
- Metodyki i standardy zarządzania projektami. Warszawa: PWE S.A., 2017. ISBN 978-83-208-2277-9. Brak numerów stron w książce
- Project planning and scheduling: tools and good practices. Warszawa: Oficyna Wydawnicza SGH, 2017. ISBN 978-83-8030-181-8. Brak numerów stron w książce
- Zarządzanie projektami – wyzwania i wyniki badań. Warszawa: Oficyna Wydawnicza SGH, 2016. ISBN 978-83-8030-036-1. Brak numerów stron w książce
- Project Management – Challenges and Research Results. Warszawa: Oficyna Wydawnicza SGH, 2016. ISBN 978-83-8030-079-8. Brak numerów stron w książce
- Planowanie przebiegu projektów. Warszawa: Oficyna Wydawnicza SGH, 2015. ISBN 978-83-7378-997-5. Brak numerów stron w książce
- Zarządzanie projektem europejskim. Warszawa: PWE S.A., 2015. ISBN 978-83-208-2211-3. Brak numerów stron w książce
- Ocena projektów – koncepcje i metody. Warszawa: Oficyna Wydawnicza SGH, 2013. ISBN 978-83-7378-879-4. Brak numerów stron w książce
- Nowoczesne zarządzanie projektami. Warszawa: PWE S.A., 2012. ISBN 978-83-208-2030-0. Brak numerów stron w książce
- Zarządzanie wiedzą w projektach. Metodyki, modele kompetencji i modele dojrzałości. Warszawa: Oficyna Wydawnicza SGH, 2011. ISBN 837-37-8671-6. Brak numerów stron w książce
- Metodyki zarządzania projektami. Warszawa: Bizarre Sp. z o.o., 2010. ISBN 978-83-60414-22-4. Brak numerów stron w książce
- Strategiczne zarządzanie projektami. Warszawa: Bizarre Sp. z o.o., 2009. ISBN 978-83-6041-410-1. Brak numerów stron w książce
- Zarządzanie projektem europejskim. Warszawa: PWE S.A., 2007. ISBN 83-208-1656-4. Brak numerów stron w książce
- Управление проектами, Финансы и статистика. Москва: 2006. ISBN 5-279-03044-9. Brak numerów stron w książce
- Leksykon zarządzania. Warszawa: Difin S.A., 2004. ISBN 83-7251-438-0. Brak numerów stron w książce
- Podstawy ubezpieczeń. Tom III – przedsiębiorstwo. Warszawa: Poltext Sp. z o.o., 2003. ISBN 83-88840-40-1. Brak numerów stron w książce
- Zarządzanie projektami. Warszawa: PWE S.A., 2003. ISBN 83-208-1429-4. Brak numerów stron w książce
- Przedsiębiorstwo partnerskie. Warszawa: Oficyna Wydawnicza SGH, 2002. ISBN 83-7251-265-5. Brak numerów stron w książce
- Zarządzanie w zakładach opieki zdrowotnej. Warszawa: Instytut Przedsiębiorczości i Samorządności, 2002. ISBN 83-88432-15-X. Brak numerów stron w książce
- Instrumenty zarządzania zakładami opieki zdrowotnej. Warszawa: Instytut Przedsiębiorczości i Samorządności, 2002. ISBN 83-88432-16-8. Brak numerów stron w książce
- Warunki systemowe zarządzania opieka zdrowotną. Warszawa: Instytut Przedsiębiorczości i Samorządności, 2002. ISBN 83-88432-14-1. Brak numerów stron w książce
- Narodowe Fundusze Inwestycyjne. Zarządzanie nową strukturą. Warszawa: PWN S.A., 2001. ISBN 978-83-011-2559-2. Brak numerów stron w książce
- Podstawy organizacji i zarządzania. Warszawa: Difin S.A., 2001. ISBN 83-7251-121-7. Brak numerów stron w książce
- Grupy kapitałowe w Polsce. Wydanie II. Warszawa: Difin S.A., 2000. ISBN 83-7251-026-1. Brak numerów stron w książce
- Grupy kapitałowe w Polsce. Warszawa: Difin S.A., 1998. ISBN 978-83-8717-349-4. Brak numerów stron w książce
- Reforma Centrum Gospodarczego Rządu. Przesłanki, cele, kierunki. Warszawa: Poltext Sp. z o.o., 1995. ISBN 978-83-853-6687-4. Brak numerów stron w książce
- Technische Mittel in Konstruktion und Technologie. Berlin: VEB Verlag Technik, 1982. DK 658.56 – LSV 3405 – VT 1/5632-1. Brak numerów stron w książce
- Nowe techniki organizatorskie. Warszawa: PWN S.A., 1977. Brak numerów stron w książce

## Odznaczenia i nagrody
Za działalność na rzecz nauki uhonorowany m.in.
- Krzyżem Oficerskim Orderu Odrodzenia Polski[29] (2017)
- Odznaką Honorowa za Zasługi dla Rozwoju Gospodarki Rzeczypospolitej Polskiej, nadaną 11.09.2015 r., Nr dyplomu 5/198/2015
- Krzyżem Kawalerskim Orderu Odrodzenia Polski[30] (2012)
- Medalem Komisji Edukacji Narodowej, nadanym 31.03.2006 r., Legitymacja Nr 96890[2]
- Złotym Krzyżem Zasługi, nadanym 05.10.1990 r., Legitymacja Nr 1062-90-78[1][2]
- nagrodą za szczególny wkład w rozwój dziedziny zarządzania projektami IPMA Atlas Project Management (2016)[31][32]
- wyróżniony nagrodami Ministra Nauki i Szkolnictwa Wyższego, Rektora Politechniki Warszawskiej, Rektora Szkoły Głównej Handlowej[2]